# Heritio
Heritio je český genealogický program. Je tedy určen pro uchovávání informací o příbuzenských vztazích mezi jednotlivými vloženými osobami. Tyto informace program vykresluje v podobě rodinného stromu – vývodu, rozrodu, rodokmenu apod. Program je zaměřen především na grafické zpracování rodinného stromu a většina funkcí je uzpůsobena tak, aby měl uživatel co největší možnost upravit vzhled výsledného stromu.

## Editace rodinných stromů
U jednotlivých osob je možné určovat jejich pozice. Dále text a fotografie, které se zobrazí v samotném rodinném stromě. Spojující linie popisující příbuzenské vztahy se vykreslují automaticky. Ostatní údaje a další fotografie nevykreslené ve stromě se zobrazují v postranním panelu po vybrání dané osoby. Kromě fotografií a údajů o jednotlivých osobách je možné ve stromě zobrazit i informace o vztazích včetně popisu vztahů, které nejsou čistě příbuzenské.  Takový vztah je ve stromě zobrazen samostatnou linií. Samotný vzhled rodinného stromu se vybírá ze seznamu předem vytvořených šablon.
Hromadná editace údajů je možná pomocí zobrazení dat v tabulkové podobě.

## Publikace rodinných stromů, tisk
Vytvořené rodinné stromy je možné vytisknout, exportovat do obrázku nebo sdílet na internetu. 
Heritio umožňuje při tisku rozdělit strom na nastavený počet stránek a tak i v domácích podmínkách dosáhnout velkoformátového tisku. Podklady pro profesionální tiskařské studio lze získat exportem do obrázku. V zabudovaném průvodci se nastaví, z jaké vzdálenosti bude po vytištěný strom prohlížen a program sám dopočítá potřebnou velikost exportu tak, aby byl tisk dostatečně kvalitní.
Vytvořený rodinný strom je možné sdílet buď přímo na internetových stránkách programu pomocí průvodce nebo program exportuje strom do formátu HTML a takto je možné jej nahrát na libovolný web.

## Vývoj
Program je průběžně vyvíjen od roku 2009. Původní název byl Rodokmen Pro a program byl dostupný pouze v českém jazyce. V roce 2019 došlo k přidání podpory anglického jazyka, přejmenování na Heritio a přepracování vykreslovacího jádra, díky kterému jsou reakce programu výrazně rychlejší především při velkém počtu osob (500 a více). Zároveň je možné přímo editovat rodinný strom ve vybrané šabloně bez nutnosti exportu ze základního vzhledu. Heritio je napsán v jazyce C#.

## Podporované formáty
Pracovním formátem programu je soubor s příponou .heritio (v předchozích verzích .rp). Jedná se o XML soubor.
Dalším podporovaným formátem je GEDCOM, díky kterému je možné do programu importovat data z jiných genealogických programů a stejně tak data exportovat do jiných.